# Il brillante dei Bryce
Il brillante dei Bryce (Lightning Bryce) è un serial muto del 1919 diretto da Paul Hurst.
Ridistribuito in Italia nel 1927 col titolo Verghe d'oro.

## Trama
Due cercatori d'oro trovano una grande riserva del prezioso minerale in territorio indiano. Per identificare il luogo esatto del ritrovamento, utilizzano un sistema che ha bisogno di una stringa e di un coltello: gli oggetti dovranno essere inviati a casa, dai loro figli, in caso succedesse qualcosa ai due cercatori. Quella notte, un indiano soffia una polvere misteriosa che evoca lo spirito del lupo: il padre di Lightning scambia il suo compagno, il padre di Kate, per un lupo e lo colpisce a morte. Ferito mortalmente anche lui, si trascina fino alla città, dove consegna stringa e coltello allo sceriffo, con le istruzioni per l'uso. Lo sceriffo, quando consegna i due oggetti, informa Kate che il padre di Lightning ha ucciso il suo e la ragazza si scaglia contro il figlio del cercatore. Intanto "Powder" Solvang, venuto a conoscenza della storia, è deciso a impadronirsi del tesoro. Per riuscirci, tiene prigioniera Kate, chiusa in una fumeria d'oppio a Chinatown.

## Episodi[1][2][3]
1. La luna di sangue (The Scarlet Moon)
2. Notti di angoscia (Wolf Nights)
3. Sull'orlo del precipizio (Perilous Trails)
4. The Noose
5. The Dragon's Den
6. Vampa di distruzione (Robes of Destruction)
7. Bared Fangs
8. The Yawning Abyss
9. La voce della coscienza (The Voice of Conscience)
10. Poison Waters
11. Barriera del fuoco o Le barriere di fuoco (Walls of Flame)
12. A Voice from the Dead
13. Battling Barriers
14. Smothering Tides
15. The End of the Trail

## Produzione
Il film fu prodotto dalla National Film Corporation of America. Venne girato in California, a Lone Pine, a San Francisco e al Bronson Canyon (Griffith Park) al 4730 di Crystal Springs Drive di Los Angeles.

## Distribuzione
Distribuito dall'Arrow Film Corporation, il serial - in 15 episodi di due bobine ciascuno -uscì nelle sale cinematografiche USA con il primo episodio The Scarlet Moon il 15 ottobre 1919. In Italia venne distribuito una prima volta nel 1921, e una seconda nel 1927.